# Рудамина
Рудами́на (лит. Rudamina, до 1919 рус. Рудоми́на, в 1919—1939 пол. Rudomino) — деревня в Вильнюсском районе Литвы, к югу от Вильнюса. Население — 4026 человек (2011 год). Расположена на берегу реки Рудамина. Центр староства.

Храм во имя святого Николая Чудотворца в Рудамине

В Рудамине есть три деревянных памятника архитектуры: Рудаминский костёл святой Девы Марии, Лучшей Советчицы, (1907—1909), Рудаминская церковь святого Николая Чудотворца (1876) и бывшая корчма. Сохранились развалины каменной церкви Преображения Господня, построенной в 1877 году.

## История
О древнем заселении этих мест человеком свидетельствуют курганы в Попишках и Швейцарах (околицы Рудамины).
От чего происходит название деревни, неизвестно. Возможно, от фамилии живших в деревне с XIV века бояр Рудомин (с XVI века — Рудомин-Дусятских), но более вероятно, что от названия реки Рудомины.
О Рудомине известно с 1377 года, когда для отражения нападения крестоносцев на Вильну там расположилось литовское войско из 700 человек во главе с князем Ольгердом. В 1394 году рядом с Рудоминой в битве с крестоносцами потерпел поражение Витовт: было потеряно 4 полка, а князь Иван Ольшанский попал в плен.
В конце XVI века Рудоминой управлял ревностный кальвинист Андрей Волан.
Католический костёл предположительно был построен до 1500 года; в 1730 году построен новый костёл, отреставрироанный в 1832 году.
Первые православные переселенцы поселились в деревне в 1835 году. После восстания 1863 года политика русификации интенсифицировалась, и в 1866 году католический костёл был переделан в православную церковь, а 603 католика записаны православными. В 1876 году началось строительство новой, каменной церкви, в следующем году освящённой в честь Преображения Господня.
В 2010 году в состав Рудамины вошла деревня Чякеняй.

## Герб
30 июня 2016 года Президент Литвы Даля Грибаускайте своим декретом подтвердила герб Рудамины.
В серебряном поле из за красной мурованной оконечности растёт зелёное дерево.

## Административное подчинение
- 1795—1940 — центр Рудоминской волости
- 1940—1995 — центр Рудаминского сельсовета
- с 1995 — центр Рудаминского староства

## Экономика и инфраструктура

Дорожный знак при въезде в деревню

В Рудамине работают 2 общеобразовательные гимназии (гимназия «Рито» с литовским языком обучения и гимназия имени Фердинанда Рущица с обучением на двух языках — польском и русском), 2 детских сада с польским и литовским языками воспитания, школа искусств, Вильнюсская центральная районная библиотека, медпункт, дом культуры, почтовое отделение LT-13031.
В Рудамине работает несколько торговых точек и кафе, разные индивидуальные предприятия и крупное предприятие по выработке курятины «Вильнюсская птицефабрика» (лит. «Vilniaus paukštynas»). Птицефабрика была основана в советское время и производит по 20—30 т мяса ежедневно.
В Рудамине есть 3 кладбища: на окраине деревни находится католическое кладбище, где в наше время хоронят также людей других вероисповеданий; рядом с православной часовней — православное кладбище; а в центре деревни в 1944 году основано кладбище советских солдат, погибших во время и после Великой Отечественной войны, на котором похоронено 232 военнослужащих.

## Спорт
В 2012 году открыт стадион с искусственным покрытием для игры в хоккей на траве, соответствеющий международным стандартам. На стадионе играет многократный чемпион Литвы по хоккею на траве «Рудамина-Ардас». Также проводятся матчи по футболу различных низких лиг Федерации футбола Литвы.